# Comté de Morrow (Oregon)
Pour les articles homonymes, voir Comté de Morrow.
Le comté de Morrow (anglais : Morrow County) est un comté situé dans le nord de l'État de l'Oregon aux États-Unis. Il est nommé en l'honneur de Jackson Morrow, un de ses premiers colons. Le siège du comté est Heppner. Selon le recensement de 2000, sa population est de 10 996 habitants.

## Géographie
Le comté a une superficie de 5 307 km², dont 5 263 km² est de terre. 

### Comtés adjacents
- Comté de Gilliam (ouest)
- Comté de Wheeler (sud-ouest)
- Comté de Grant (sud)
- Comté d'Umatilla (est)
- Comté de Benton (nord)
- Comté de Klickitat (nord-ouest)